# Даннинг, Джордж
Джордж Даннинг (17 января 1920, Торонто, Канада — 1979, Лондон) — канадский аниматор, переехавший в Лондон. Наибольшую популярность ему принёс мультфильм «Жёлтая подводная лодка» созданный совместно с художником Хайнцом Эдельманном. Создал метод анимации по металлу.

## Биография
Даннинг родился в Торонто, учился в провинции Онтарио в колледже искусств и внештатно работал иллюстратором. Даннинг вошёл в Национальный совет по кинематографии Канады в 1943 году, где работал с Норманом Маклареном. С 1944 по 1947 год Даннинг создал множество короткометражных фильмов и совершенствовал навыки анимации шарнирными металлическими вырезами.
В 1948 году он работая в Париже под руководством чешского аниматора Бертольда Бартоша. Затем в 1949 году с Джимом Маккеем создал одну из первых анимационных студий в Торонто, где снимал рекламные ролики. Даннинг позже переехал в Нью-Йорк и в 1956 году переехал в Англию. К 1961 году, ТВЦ выпускал около ста рекламных роликов в год. За это время Даннинг сделал много короткометражных фильмов. Даннинг также курировал мультсериал «Битлз» для ABC, и это привело к его причастности к мультфильму «Желтая Подводная Лодка» (1968). До своей смерти работал над анимационной версией пьесы Шекспира «Буря», которая так и не была завершена.

## Фильмография
- Maggot (антинаркотическая реклама)
- Дэймон косарь (Damon The Mower, 1972)
- Лунный камень (Moon Rock, 1970)
- Жёлтая подводная лодка (1968)
- Ever Changing Motor Car (1965)
- Летающий человек (1962)
- Яблоко (The Apple, 1959)
- Фамильное дерево (Family Tree, 1950)
- Cadet Rousselle (1947)
- Три слепые мыши (The Three Blind Mice, 1945)
- Chants populaires nº 2 (1944)
- Chants populaires nº 3 (1944)
- Chants populaires nº 4 (1944)